# Chorizopesoides
Genre
Chorizopesoides est un genre d'araignées aranéomorphes de la famille des Araneidae.

## Distribution
Les espèces de ce genre se rencontrent en Chine et au Viêt Nam.

## Liste des espèces
Selon World Spider Catalog (version 22.5, 01/12/2021) :
- Chorizopesoides annasestakovae Mi & Li, 2021
- Chorizopesoides guoi Mi & Li, 2021
- Chorizopesoides orientalis (Simon, 1909)
- Chorizopesoides wulingensis (Yin, Wang & Xie, 1994)

## Publication originale
- Mi & Wang, 2018 : « Chorizopesoides, a new genus of orb-weaver spider from China (Araneae: Araneidae). » Oriental Insects, vol. 52, no 1, p. 79-87.